# アサ・アール・カーター
アサ・アール・カーター（Asa Earl Carter、1925年9月4日 – 1979年6月7日）はアメリカ合衆国の脚本家・作家。
人種隔離政策を推し進めたアラバマ州知事ジョージ・ウォレスのスピーチライターで、North Alabama Citizen's Councilの創設者、また人種隔離政策を支持する月刊誌 The Southerner の発刊者でもある。カーターはフォレスト・カーターのペンネームのもと、2冊の西部劇小説と、チェロキー族インディアンの祖父母に育てられた自身の回顧録という名目の『リトル・トリー』を執筆した。1976年、ニューヨーク・タイムズは、フォレスト・カーターの実態は人種差別主義者のアサ・アール・カーターであると暴露した。

## 初期および政治への関与
アラバマ州アニストンで生まれた。4人兄弟の長男。孤児であったと言うフォレスト・カーターの主張とは異なり、カーターは両親に育てられた。
第二次世界大戦中にはアメリカ海軍に従軍し、その後コロラド大学でジャーナリズムを専攻した。戦後カーターはインディア・セルマ・ウォーカー (India Thelma Walker) と結婚する。二人はアラバマ州バーミングハムに住み、4人の子供をもうけた。カーターは1953年から1955年まで地元のラジオ局WILDで放送作家として働いた。
1956年3月、カーターは人種隔離政策のスポークスマンとして全国ニュースに出る。彼は、全米有色人地位向上協会は不道徳なロックンロールのアルバムを通して、南部の白人青年達に取り入ろうとしていると語り、ジュークボックスを持っている人々に黒人歌手のレコードを取り除くように語り掛けた。
カーターは同じ年の9月1日と2日にテネシー州クリントンで反統一を訴えたスピーチを行って再び全国ニュースとなった。このスピーチはクリントンの高校に12名の黒人生徒が入学することを受けて行われた。報道によると、このスピーチの影響で200名の暴徒が黒人運転手のバスを止め、付属品をむしりとったり、窓を叩き割ったりするという事件が起こった。暴徒達は市長舎にも向かったが、地元の保安官に止められた。カーターは人種隔離政策主義者のジョン・キャスパー (John Kaspar) と共にクリントンに滞在していたが、キャスパーは後に扇動罪で起訴された。
1957年にカーターは、彼の兄弟ジェームズを含む4人と共に、バーミングハム警察との諍いが元で逮捕された。警察はその中の一人をKKKが起こした射撃事件と関連があるとみて逮捕しようとしていた。
1950年代にはクー・クラックス・クランの分派である民兵組織 Ku Klux Klan of the Confederacy (他のグループと区別するため、メンバーはグレーの衣装を着ていた)を組織し、白人種の優越性を科学的に解明するとし、反共産主義を掲げる月刊誌 The Southerner を発行した。カーターによる新しいグループのメンバーは、1956年4月にバーミングハムでコンサートを行った歌手のナット・キング・コールを攻撃した。また、4人のメンバーは1957年9月、エドワード・アーロン (Edward Aaron) という黒人男性を誘拐した。アーロンは去勢され、傷口にテレビン油を付けられ、車のトランクに入れられたままアラバマ州スプリングデールに放置された。アーロンは失血のため瀕死のところを警察に発見されたが、カーター自身はこの襲撃に直接関わっていなかった。1958年、資金に関する論争が元で二人のメンバーが射殺された後、カーターは自身が結成したグループを抜ける。バーミングハム警察は殺人の容疑でカーターを訴えるつもりであったが、後に取り下げられた。
カーターは同年、州副知事選に立候補したが、落選した。1963年には、当時のカーターの雇い主であったジョージ・ウォレスが任命した委員会により、アーロン襲撃を行った4人に対して減刑が行われた。
1960年代、カーターはジョージ・ウォレスのスピーチライターとなり、ウォレスによる悪名高いスローガンの一つ「今ここで人種隔離を!明日も人種隔離を!永遠に人種隔離を!("Segregation today, segregation tomorrow, segregation forever")」を書いた人物の一人となった。カーターはウォレスだけでなく、1966年にウォレスの妻 Lurleen がアラバマ州知事に立候補した際に彼女のスピーチライターとしても働いた。
一方、カーターの死まで、ジョージ・ウォレスはアサ・カーターなる人物を知らないと語っていたが、カーターはスタッフ達から本名ではなくエース('Ace')と呼ばれていたこと、給与はウォレスの取り巻き達から間接的に支払われていたことなどから、ウォレスのこの主張は真実であった可能性がある。
ウォレスは1968年アメリカ合衆国大統領選挙への立候補を決めたが、人種隔離政策を煽る扇動者だという自分に対する噂を和らげるため、カーターをキャンペーンに参加させないことをはっきりと示した。1960年代後半、カーターはウォレスに幻滅し、白人至上主義をマニフェストに掲げて1970年のアラバマ州知事選に出馬してウォレスと戦うことになったが、後に『リトル・トリー』で自身をチェロキーの血を引いていると書いたことを考えると皮肉な事だと言える。カーターの得票率は5人の候補者の中で最低の1.51% に留まり、選挙戦はウォレスの勝利で終わった。1971年の就任式では、カーターと彼の支持者達は"Wallace is a bigot" や "Free our white children"と書かれたサインを持ってデモを行った。このデモは、アサ・カーターが目立つ形で人前に出た最後の出来事となった。

## 作家としてのキャリアと死
選挙に敗北した後、カーターはテキサス州に移り、初めての小説を書き始める。彼は自分の過去を隠すようになり、息子達を甥と呼び、自身の名前も南北戦争時の将軍ネイサン・ベッドフォード・フォレスト (Nathan Bedford Forrest) から取ってフォレスト・カーターとした。彼は後に妻と共にフロリダのセントジョージ島に移り、そこで小説の続編と、インディアンに関する本を2冊書いた。
最も良く知られたカーターの作品は1975年の『The Rebel Outlaw: Josey Wales』と1976年の『リトル・トリー』である。『リトル・トリー』はカーターの生きている間はそこそこの売り上げであったが、1980年代後半から1990年代にかけてヒット作となった。クリント・イーストウッドは1976年にカーターの小説『The Rebel Outlaw: Josey Wales』を映画化（邦題『 アウトロー』）した。1997年には『リトル・トリー』も映画化された。
1978年、カーターはジェロニモの伝記（フィクション）『ジェロニモ』を発表した。彼は亡くなったとき、『リトル・トリー』の続編である『The Wanderings of Little Tree』と、映画化への脚本を執筆している最中であった。カーターの遺体はアラバマ州で埋葬されたが、家族の誰一人として葬儀には参加しなかった。

## 論争と批判
カーターは自身の後半生において、自分がKKKに関与していたことや、人種隔離政策を推し進めていたことを隠そうとし、1976年のニューヨーク・タイムズで自分はアサ・カーターではないと断言した。1974年、カーターは「西部劇」というジャンルを超えて愛読者を増やしつつあった『The Rebel Outlaw: Josey Wales』のプロモーションのため、Today showという番組でバーバラ・ウォルターズのインタビューを受けた。しかしカーターはそのわずか4年前にアラバマ州知事選に出馬しており、その際にテレビ広告にも出演していたため、アラバマ州の政治家達やレポーター、司法当局者達はToday showに出演したのはアサ・カーターだと気が付いた。タイムズはまた、『The Rebel Outlaw』の版権申請の際に使われた住所が、1970年の州知事選挙時にカーターが使っていたものだと報道した。カーターはこの件に関するインタビューを拒否したとタイムズは続けている。
カーターはそれでもなお、自分はリトル・トリーであり、執筆した本は自伝であると主張し続けた。この本はニューメキシコ大学出版局から自伝として出版され、副題は「フォレスト・カーターによる実話」("A True Story by Forrest Carter")であった。ストーリーは一人の少年と、チェロキー族である少年の祖父母との関係が中心となっている。物語は少年の視点で描かれ、5歳で孤児となった彼が、自分のことを「リトル・トリー」と呼ぶチェロキー族の祖父母が住む山奥の環境に適応していく様子が描かれている。
カーターはフォレストと名前を変える前にも、「自分の母方はチェロキー族インディアンの血を引いている」と主張していたことが家族によって確認されている。オリジナルの
『リトル・トリー』の出版元であるDelacorte Pressはカーターを「チェロキー族部族会議の語り部である」としていた。 しかしながら、チェロキー族によると、『リトル・トリー』におけるチェロキーの言葉や風習の描写は不正確であり、キャラクターはステレオタイプであるとしている。学者や批評家にもこれに賛成するものがおり、カーターによるインディアンの扱いは差別的なコンセプトである”気高い未開人”("Noble Savage")に基づいているとしている。
1985年、ニューメキシコ大学出版局は『リトル・トリー』の権利をDelacorte Pressより買い取った。新しく出版されたペーパーバック版は口コミでヒットし始め、600,000部の際立った売り上げを上げた。カーターの背景については当時から学者の間で議論があったものの、一般の読者層には知られていなかった。1991年、『リトル・トリー』は American Booksellers Book of the Year (ABBY) を受賞し、ニューヨーク・タイムズのノンフィクション・ペーパーバック部門で数週間に渡り1位を記録した。
1991年10月4日、カーターの遠縁にあたる歴史学者のドン・T・カーターは "The Transformation of a Klansman" という記事をニューヨーク・タイムズに載せた。この記事はアサ・カーターの持っていた二つの顔に再度光を当てるものであり、タイムズはこの記事以降すぐに『リトル・トリー』をフィクション部門のリストに移した。学者のヘンリー・ルイス・ゲーツ・Jrも1991年11月に『リトル・トリー』とカーターに関する記事をタイムズに載せている。
1997年、『リトル・トリー』の映画化作品が封切られ、再びアサ・カーターに注目が集まった。カーターの妻であったインディア・カーターはこの時期に来たインタビューの申し出をすべて断っていたが、1991年のPublisher's Weeklyでは、フォレスト・カーターとアサ・カーターは同一人物であると語っている。しかし『リトル・トリー』の編集者であったEleanor Friedeは1997年、カーターはKKKのメンバーではないとタイムズ紙に語った。
ニューメキシコ大学出版局は1991年以降、『リトル・トリー』の表紙にあった「実話」("True Story")という部分を削除し、フィクションであるとのラベルを付けて出版するようになったが、しかしKKKや人種隔離政策に関係したというカーターの過去については未だに触れられていない。『リトル・トリー』は1991年以降も読まれており、青少年向け書籍のリストに載り続けている。この論争を知る愛読者たちの多くは、本自体は筆者の過去よりも、テーマとされている寛容さやその質の高さから評価されるべきであるとするヘンリー・ルイス・ゲーツ・Jrの意見に同感している。映画化を手がけたリチャード・フリーデンバーグもその一人である。フリーデンバーグはこの本の何が自分に訴えかけてきたかについて、そのキャラクターや彼らを取り巻く環境はアメリカという国の良い点と悪い点の両方を表していると語った。また彼は、この本は家族の絆の強さや、無知や偏見についても扱っているとも語っている。また、カーターの本には多くの黒人やユダヤ人が共感をこめて描かれており、裕福な白人や政治家達が悪者として描かれているので、カーターは作品の中で謝罪をしているとの見方もしている。
オプラ・ウィンフリーは1994年に『リトル・トリー』を評価したが、後に彼女の推薦図書のリストからこの作品をはずしている。ウィンフリーは「自分の中の一部分はこう言っている、『オーケー、その人物が2面性を持っていて、一方ですばらしい話を書き、もう一方で”隔離政策を永遠に”のスピーチを書くことがあっても、いいのではないか』と･･･しかし、やはり私には受け入れられません」と語った。『リトル・トリー』は文学的な見地からも酷評されている。アメリカ図書館協会の会長であるLorene Roy は「オプラ・ウィンフリーが『リトル・トリー』を薦めたのには驚きました。著者の経歴を置いても、この本は単純なプロットと、ステレオタイプな表現が目立つことで知られているからです」と語った。

## 著作
- リトル・トリー（めるくまーる社）
- ジェロニモ（めるくまーる社）

## 参照
1. 1 2  Eskew, Glenn T. But for Birmingham: The Local and National Movements in the Civil Rights Struggle Chapel Hill : University of North Carolina Press, 1997. (p.114)
2. ↑  "Segregationist Wants Ban on 'Rock and Roll'". New York Times, March 30, 1956
3. ↑  "Bias Instigator Gets Year in Jail", New York Times, September 1, 1956
4. ↑  "Integration Troubles". New York Times, September 2, 1956
5. ↑  "Suspect and 4 Seized". New York Times, January 28, 1957.
6. 1 2 3 4  Barra, Allen. "The Education of Little Fraud". Salon.com, December 20, 2001.
7. 1 2 3 4  Eskew, Glenn T. But for Birmingham: The Local and National Movements in the Civil Rights Struggle Chapel Hill : University of North Carolina Press, 1997. (p.115)
8. 1 2 3  Greenshaw, Wayne. "Is Forrest Carter Really Asa Carter? Only Josey Wales May Know for Sure" New York Times, August 26, 1976
9. 1 2  http://www.tshaonline.org/handbook/online/articles/fcaak
10. ↑  Eskew, Glenn T. But for Birmingham: The Local and National Movements in the Civil Rights Struggle Chapel Hill : University of North Carolina Press, 1997. (p.117)
11. 1 2 3 4  Weinraub, Bernard. "Movie With a Murky Background: The Man Who Wrote the Book". New York Times, December 17, 1997.
12. ↑  Carter, Dan T. "The Transformation of a Klansman". New York Times, October 4, 1991.
13. ↑  Gates, Henry Louis Jr. "'Authenticity', or the Lesson of Little Tree". New York Times Book Review, November 24, 1991)
14. ↑  Reid, Calvin. "Widow of 'Little Tree' Author Admits He Changed Identity." Publishers Weekly October 25, 1991.
15. 1 2  Italie, Hillel. "Disputed Book Pulled From Oprah Web Site". Associated Press, November 6, 2007.